# Línea Castellbisbal / El Papiol-Mollet

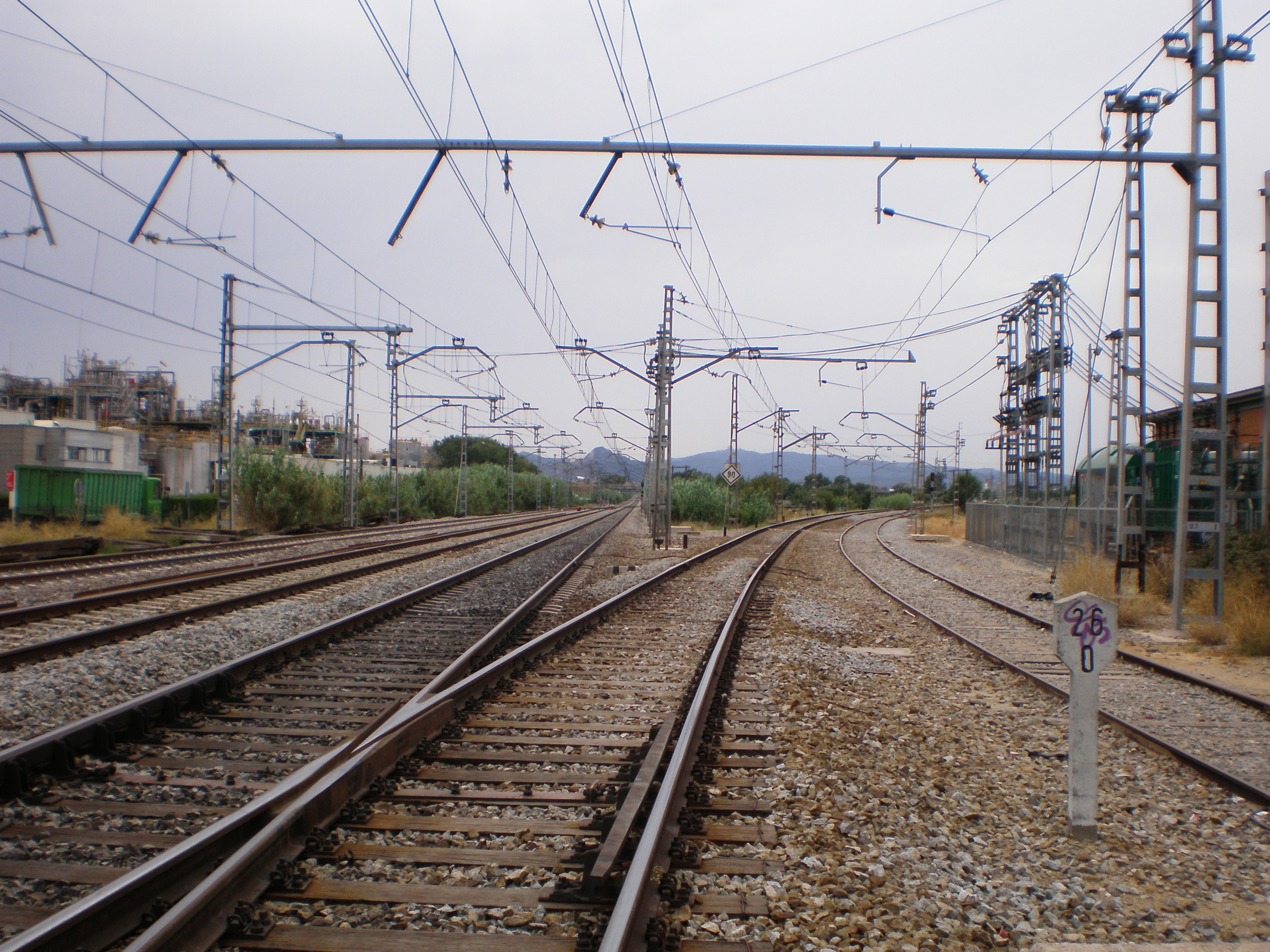
Inicio de la línea en la estación de Mollet-Sant Fost (Mollet del Vallés).

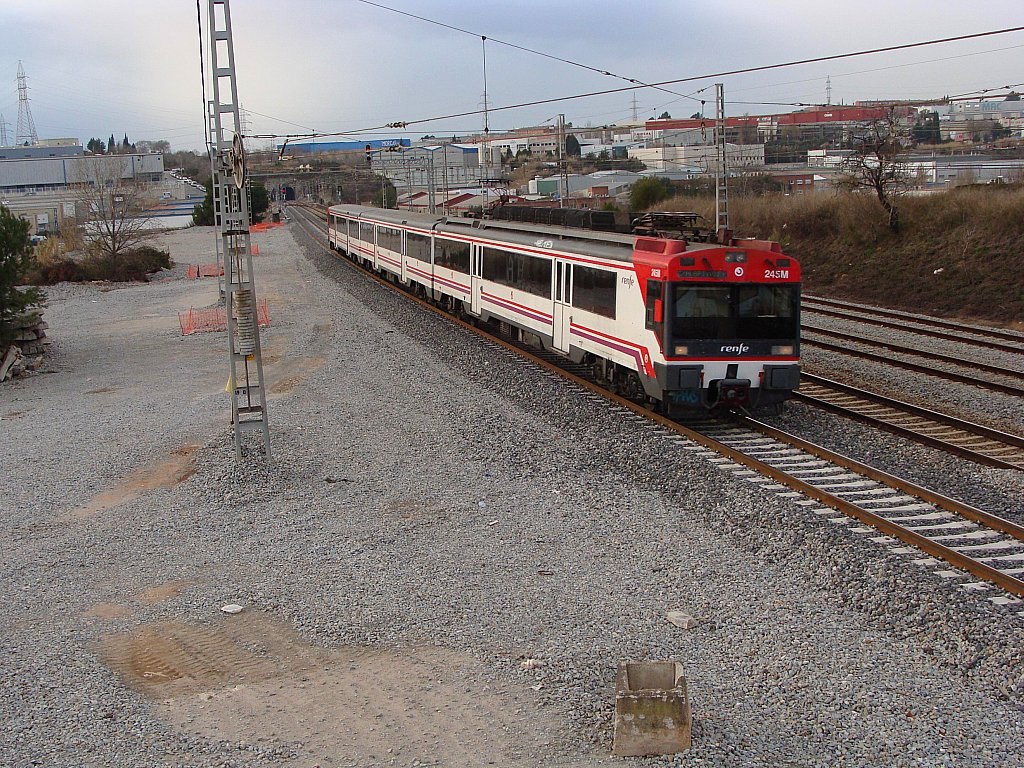
Una unidad de la serie 440R hace entrada en la estación de Rubí, cubriendo R7 Martorell-Cerdanyola Universitat-Hospitalet.

La línea Castellbisbal / El Papiol - Mollet, o ramal del Vallés, es una línea de ferrocarril de 27,3 kilómetros de longitud que une la línea de Barcelona-Vilafranca con la línea de Barcelona-Gerona. El enlace con la línea de Vilafranca se produce en la estación de Castellbisbal y la estación de El Papiol mientras que el enlace con la línea de Gerona sólo se produce en sentido Gerona con la Mollet-San Fausto.
Además de estos enlaces hay una conexión con una tercera línea, la línea de Barcelona-Manresa-Lérida, que permite conectar en sentido Barcelona con la estación de Cerdanyola del Vallès.
Actualmente se están llevando a cabo obras de construcción de una tercera vía en ancho estándar para crear el llamado ramal del Vallès de la LAV Madrid - Barcelona - Frontera Francesa.

## Servicios

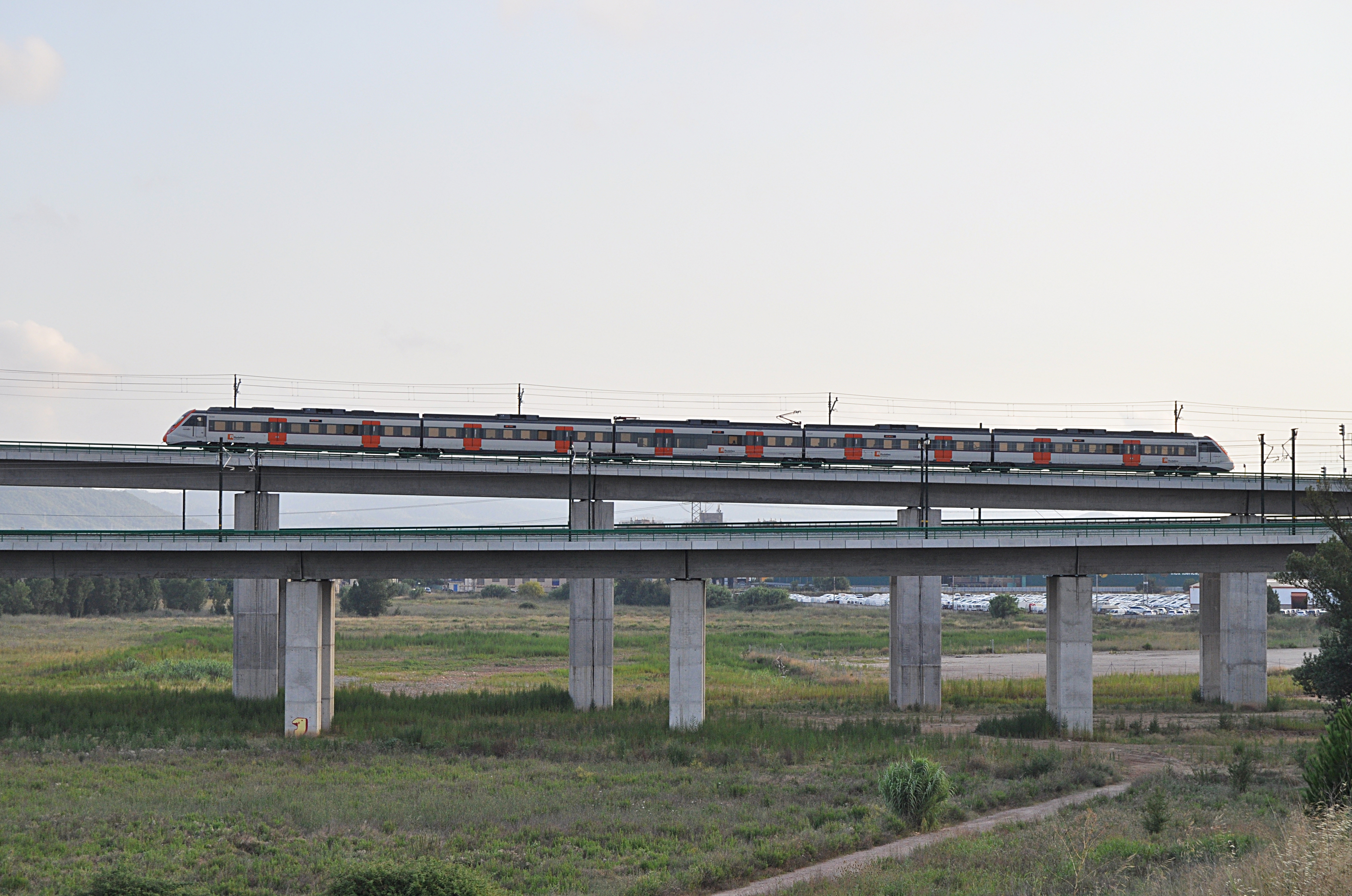
Un automotor eléctrico Civia 465, que realiza un servicio R8 de Rodalies de Catalunya con destino Granollers Centre, entra en el enlace del Nudo de Mollet que une la línea 246 Castellbisbal - Mollet y la estación de Mollet-Sant Fost.

Actualmente circula por esta línea trenes de la línea 7 de Cercanías Barcelona conectando la estación de Martorell con la Estación de Hospitalet vía la línea de Barcelona-Villafranca hasta Castellbisbal y después por la línea de Castellbisbal-Mollet hasta Cerdanyola-Universitat donde enlaza con la línea de Barcelona-Manresa-Lérida para ir hasta Barcelona.
Está previsto que este servicio pase a denominarse línea 5 con servicios directos entre Martorell y Granollers vía la línea de Castellbisbal-Mollet y un segundo servicio entre estas dos estaciones pasando primero por la línea de Castellbisbal-Mollet hasta Cerdanyola-Universitat por ir a Barcelona y volver a subir por línea de Barcelona-Villafranca hasta llegar a El Papiol para volver a pasar por la línea de Castellbisbal-Mollet y conectar con Granollers por la línea de Barcelona-Gerona. 